# Olanda Meridionale

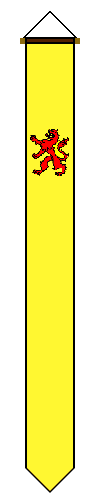
Gonfalone della provincia

L'Olanda Meridionale, od Olanda del Sud (in olandese Zuid-Holland, AFI: /zʌʏt ˈhɔlɑnt/ ), è una provincia dei Paesi Bassi situata nella parte occidentale dello Stato, sulla costa del Mare del Nord. È una delle province più popolose e industrializzate. Confina con la Zelanda a sud-ovest, il Brabante Settentrionale a sud-est, la Gheldria a est, la provincia di Utrecht a nord-est e l'Olanda Settentrionale a nord.
Tra le città più importanti troviamo L'Aia (Den Haag o 's-Gravenhage), capoluogo provinciale e sede del governo nazionale e Rotterdam che, situata sul delta del Reno, della Mosa e della Schelda, possiede uno dei più grandi porti del mondo.
Altri fiumi e corsi d'acqua che attraversano l'Olanda Meridionale sono: Nieuwe Maas, Nieuwe Waterweg, Oude Maas, Haringvliet, Hollandsch Diep, Gouwe.
I principali centri urbani dell'Olanda Meridionale con un numero di abitanti superiore a 100 000 sono (i dati sulla popolazione sono del 2011):
| № | Città                                     | Popolazione della municipalità | Popolazione dell'area urbana    |
| - | ----------------------------------------- | ------------------------------ | ------------------------------- |
| 1 | Rotterdam                                 | 610 386                        | 1 023 648                       |
| 2 | L'Aia (Capoluogo dell'Olanda Meridionale) | 495 083                        | 1 026 469                       |
| 3 | Zoetermeer                                | 121 911                        | Parte dell'area urbana de L'Aia |
| 4 | Dordrecht                                 | 118 810                        | 283 558                         |
| 5 | Leida                                     | 117 915                        | 338 181                         |

## Municipalità
L'Olanda Meridionale era suddivisa in 67 municipalità fino al 31 dicembre 2013. Dal 1º gennaio 2014, attraverso l'incorporamento dei territori comunali di Boskoop e Rijnwoude nel territorio comunale di Alphen aan den Rijn, il loro numero è sceso a 65.
Elenco delle municipalità